# モンマルトル

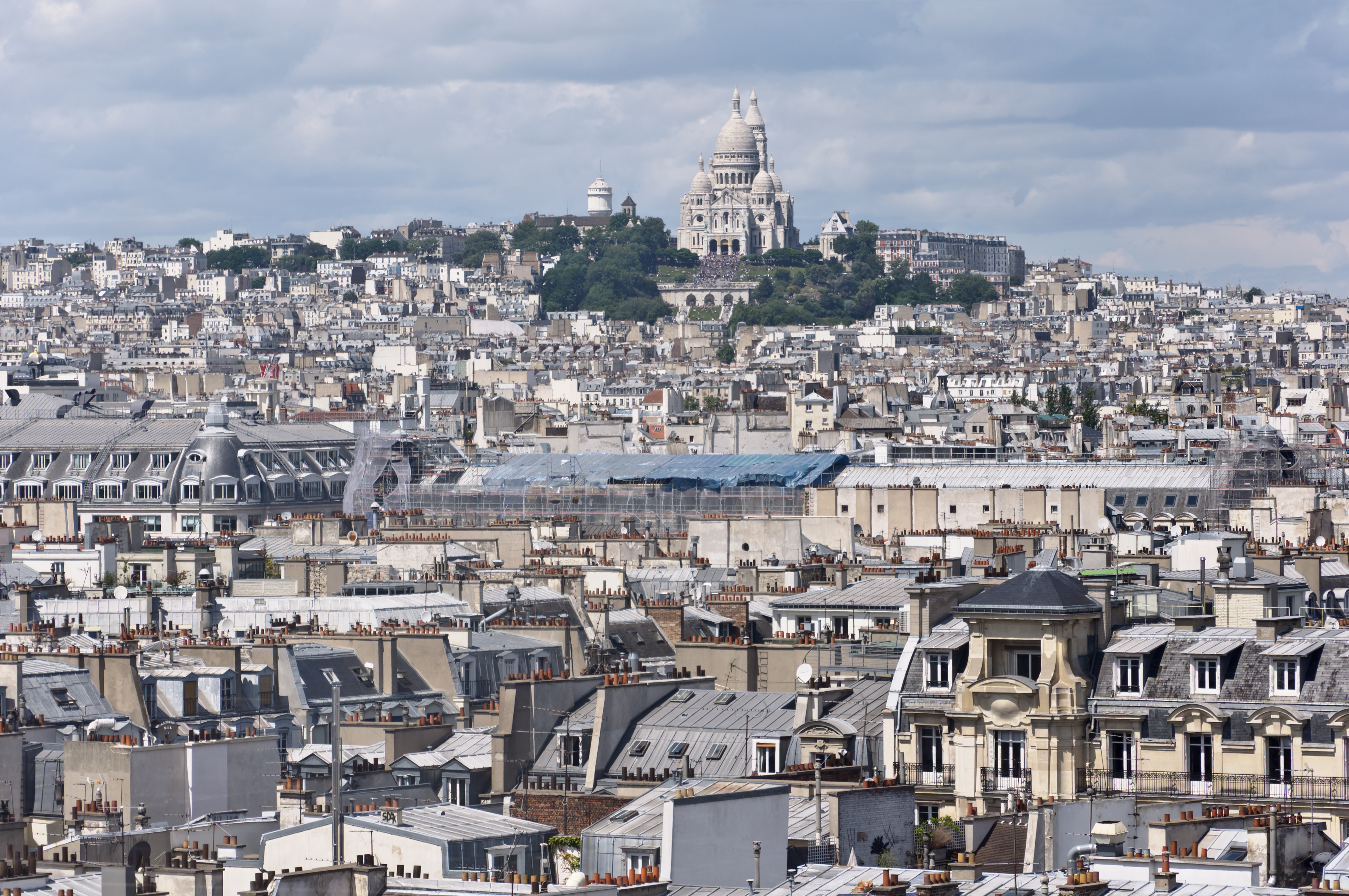
ポンピドゥー・センターから遠望するモンマルトル

モンマルトル (Montmartre) は、フランスの首都パリで一番高い丘（標高130メートル）。元々はこの丘を含む一帯のコミューン名（旧セーヌ県に属していた。）でもあったが、1860年にその一部がパリに併合されてセーヌ川右岸のパリ18区を構成するようになった。残部はサン・トゥアンに併合された。現在は、専らパリ側の地域を指し、パリ有数の観光名所となっている。サクレ・クール寺院、テルトル広場、キャバレー「ムーラン・ルージュ」、モンマルトル墓地などがある。

## 初期の歴史

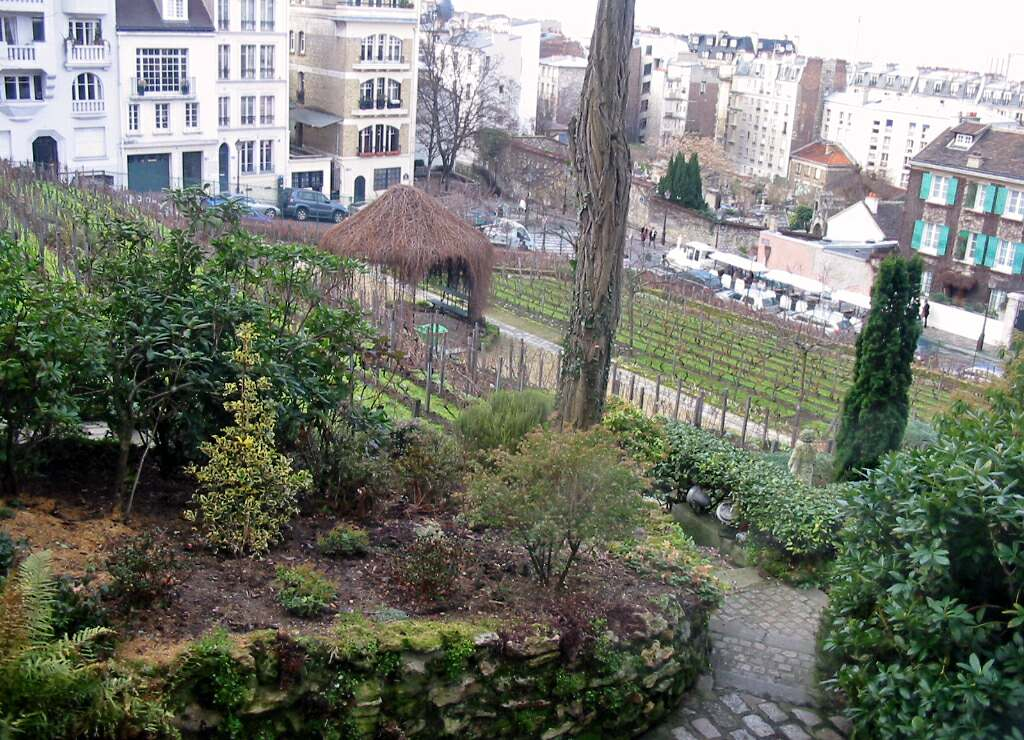
モンマルトルに唯一残るブドウ畑（冬）

モンマルトルは長い間、パリから独立した村だった。モンマルトルの名は、Mont des Martyrs（殉教者の丘）が由来である。
紀元272年頃、ドルイドの聖地であったと考えられている「モンス・メルクリウス（Mons Mercurius）＝メルクリウスの丘」の付近で、後にフランスの守護聖人となったパリ最初のキリスト教司教聖ディオニュシウス（サン・ドニ）と2人の司祭ラスティークとエルテールの3人が首をはねられて殉教したと伝えられている。ヤコブス・デ・ウォラギネの「黄金伝説」によれば、首をはねられたサン・ドニは、自らの首を抱えながら北の方に数キロメートル歩き、息絶えたという。その場所がサン＝ドニのサン＝ドニ大聖堂になったとされる。以来、その丘はモンス・マルテュルム（Mons Martyrum）＝殉教者の丘と呼ばれるようになった。
1534年8月15日、イグナチオ・デ・ロヨラが、バスク出身のフランシスコ・ザビエル、フランス出身のピエール・ファーヴル、スペイン出身のアルフォンソ・サルメロン、ディエゴ・ライネス、ニコラス・ボバディリャ、そしてポルトガル出身のシモン・ロドリゲスら6人の同志と共に丘の中腹にあった聖堂で生涯を神にささげる誓いを立てて、イエズス会の創設の端緒となった。
フランス革命時は暗殺されたジャン＝ポール・マラーを記念してモンマラーと改称されたが、革命収束後モンマルトルに戻された。モンマルトルは長い間パリ郊外の農地であり、ブドウ畑と風車がシンボルであった。また丘の上には大きな女子修道院が建っていた時代もあった。

## 19世紀

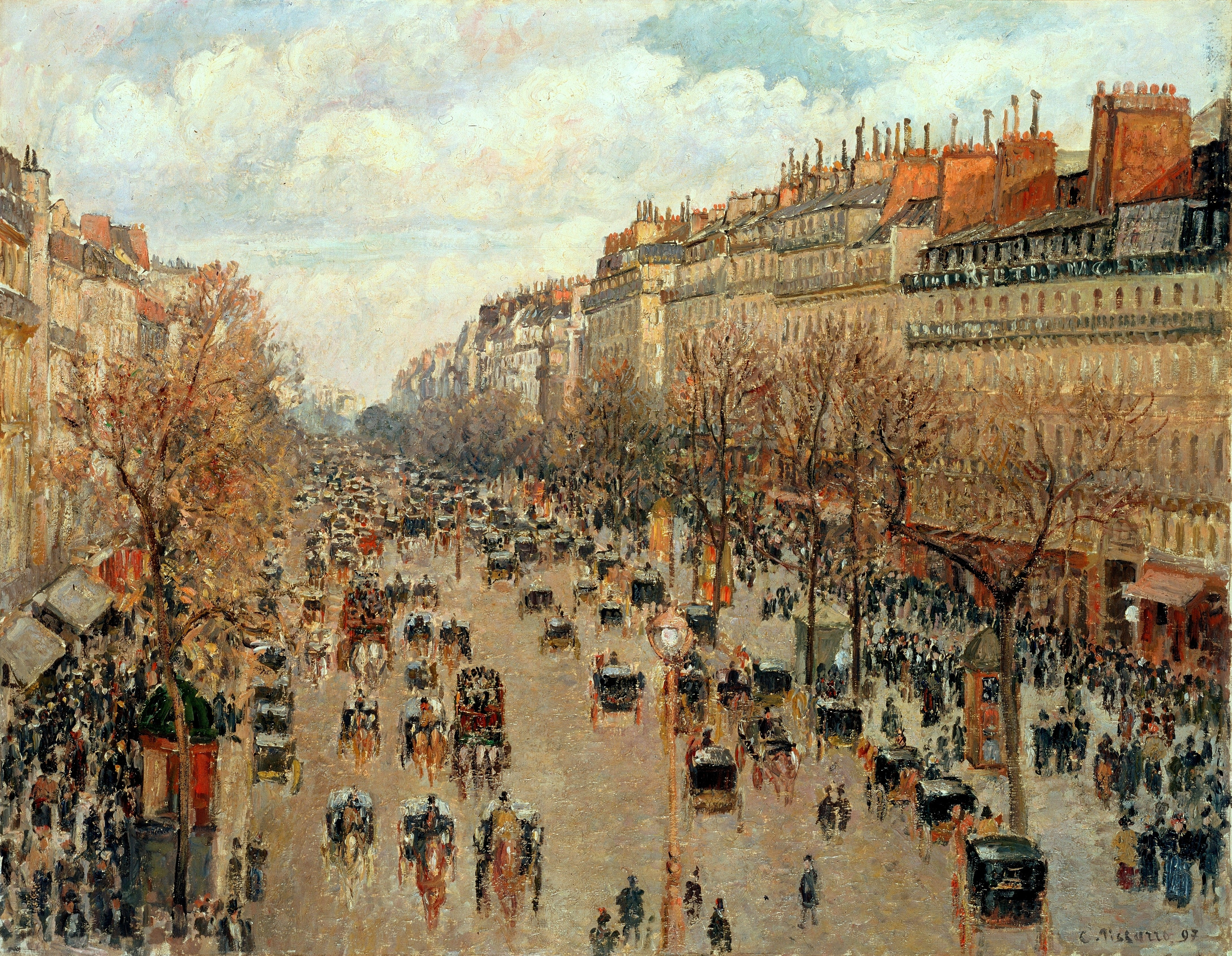
カミーユ・ピサロによる『モンマルトル大通り（Boulevard Montmartre）』（1897年）。

1840から1845年にかけてティエールの城壁が造られたことにより、コミューンが二分された。
都市化が進むのは19世紀半ばである。ナポレオン3世の指示でセーヌ県知事オスマン男爵によるパリ改造が行われ、多くの市民が中心部の家を失い、パリ外縁部のフォーブール（近郊）へ移転を余儀なくされた。その移転先の一つがモンマルトルであった。
1860年、コミューンのうちティエールの城壁内がパリに、城壁外はサン・トゥアンにそれぞれ併合された。
パリの税金や規制が適用されず、また長年丘の上の修道女たちがワインを作っていたことは、モンマルトルが飲み屋街に変わる原因となった。19世紀末から20世紀初頭、モンマルトルはデカダンな歓楽街となり、ムーラン・ルージュやル・シャ・ノワールといったキャバレーが軒を連ね、有名な歌手やパフォーマーらが舞台に立った。
1876年から1912年にかけてモンマルトルの丘の上にサクレ・クール寺院（Basilique du Sacré-Cœur de Montmartre）が、1871年の普仏戦争敗戦後にその償いとして一般の寄付で建設された。白いドームは街中から見えるパリのランドマークになった。

## 芸術家の街

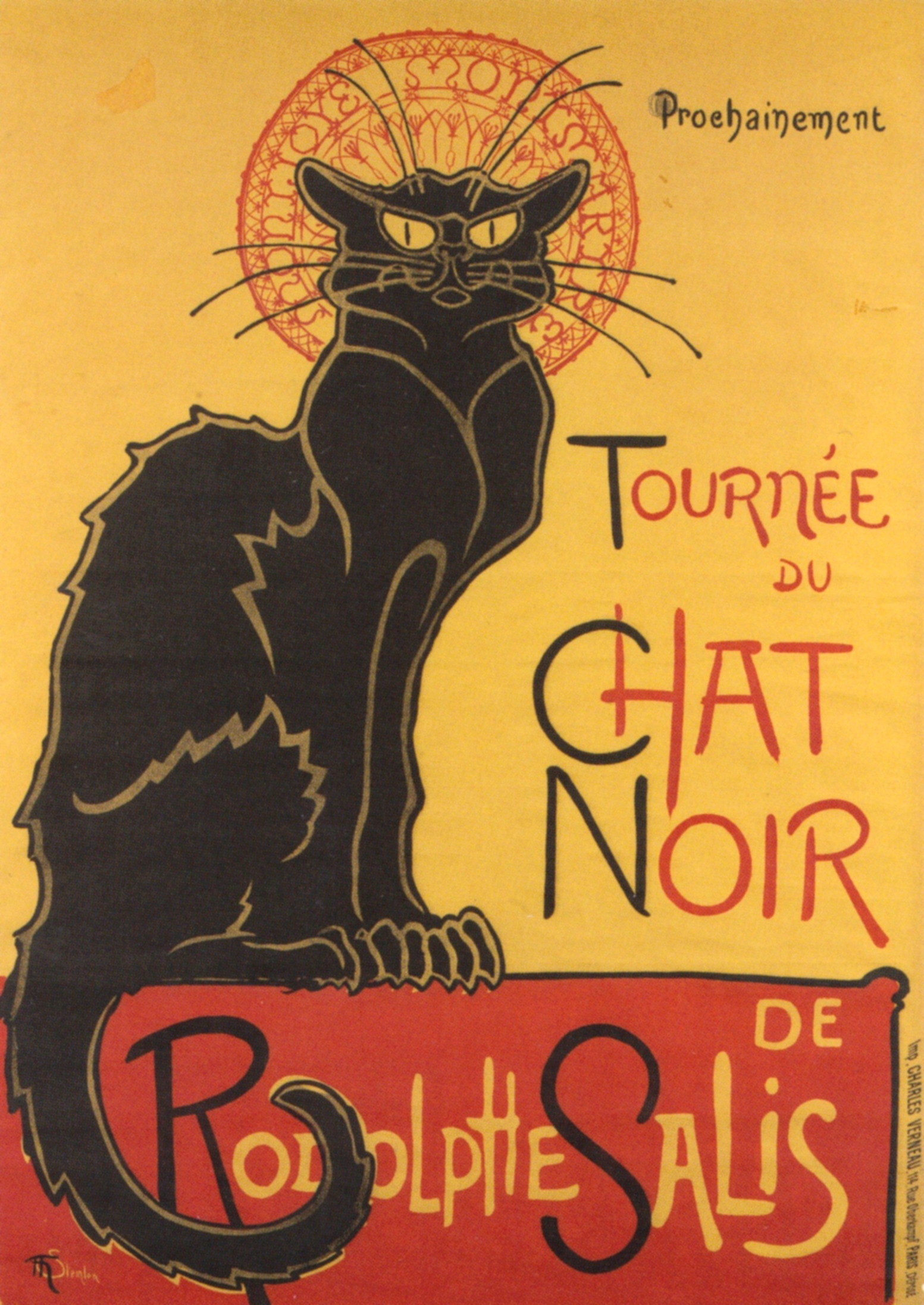
テオフィル・アレクサンドル・スタンラン（Théophile Steinlen）によるキャバレー「ル・シャ・ノワール」の広告ポスター

19世紀半ば、ヨハン・ヨンキントやカミーユ・ピサロといった芸術家たちがパリ大改造で整備されてしまった市内を離れ、まだ絵になる農村風景の残っていたモンマルトルに居を移すようになった。安いアパートやアトリエ、スケッチのできる屋外風景を求める画家達が後に続き、19世紀末の世紀末芸術の時代にはモンマルトルはパリ左岸のモンパルナスに対抗する芸術家の集まる街へと変貌した。
パブロ・ピカソ（1904年から1909年までの間）、アメデオ・モディリアーニ、ほか貧しい画家達がモンマルトルの「洗濯船（Le Bateau-Lavoir）」と呼ばれる安アパートに住み、アトリエを構え制作活動を行った。ギヨーム・アポリネール、ジャン・コクトー、アンリ・マティスらも出入りし議論する活発な芸術活動の拠点となった。特にピカソが『アビニヨンの娘たち』(1907) を描いた場所、キュビスムが生まれた場所として知られるが、1970年の火事で焼失し、1978年にコンクリートで復元された。現在は小さなショーウィンドーに資料を展示している。
ナビ派などの芸術集団がモンマルトルで組まれ、ほかに様々な美術家、詩人、劇作家、小説家などが生活・制作した。代表的な人物には、フィンセント・ファン・ゴッホ、ピエール・ブリソー、アルフレッド・ジャリ、ジャック・ヴィヨン、レイモン・デュシャン＝ヴィヨン、アンリ・マティス、アンドレ・ドラン、シュザンヌ・ヴァラドン、ピエール＝オーギュスト・ルノワール、エドガー・ドガ、モーリス・ユトリロ、アンリ・ド・トゥールーズ＝ロートレック、テオフィル・アレクサンドル・スタンランらがいる。彼らはモンマルトルを制作の場にしたほか、モンマルトルの風景を描いた作品も制作した。
モンマルトルのボヘミアン芸術家の最後の人物といえるのが1975年に亡くなったジェン・ポール（Gen Paul）であろう。彼はモンマルトルに生まれ、ユトリロの友人だった。ラウル・デュフィに多くを負う、書道のような表現主義的な筆致のリトグラフには、絵になるモンマルトルの記憶を残したものもある。
1965年にリリースされフランス国内で人気を博したシャルル・アズナブールの『ラ・ボエーム（La bohème）』という曲は、彼の若い頃のモンマルトルでの思い出を歌ったものである。彼の親もモンマルトルに流れてきたアルメニア人であった。彼はこの曲を、モンマルトルがボヘミアンたちの根城だった最後の日々への別れの歌であると述べている。
モンマルトルは第一次世界大戦の直前あたりから急速に観光地化・高級住宅地化（ジェントリフィケーション）が進み、地価高騰と混雑を嫌った芸術家たちはモンパルナスに移っていった。伝統のブドウ畑も戦間期の1929年に一時姿を消したが、慈善団体「モンマルトル共和国」を1921年に結成していたイラストレーターのフランシスク・プルボらが直後の1933年に植樹して復活させ、現在でもモンマルトルではワイン造りが続けられている。

## モンマルトルの現在

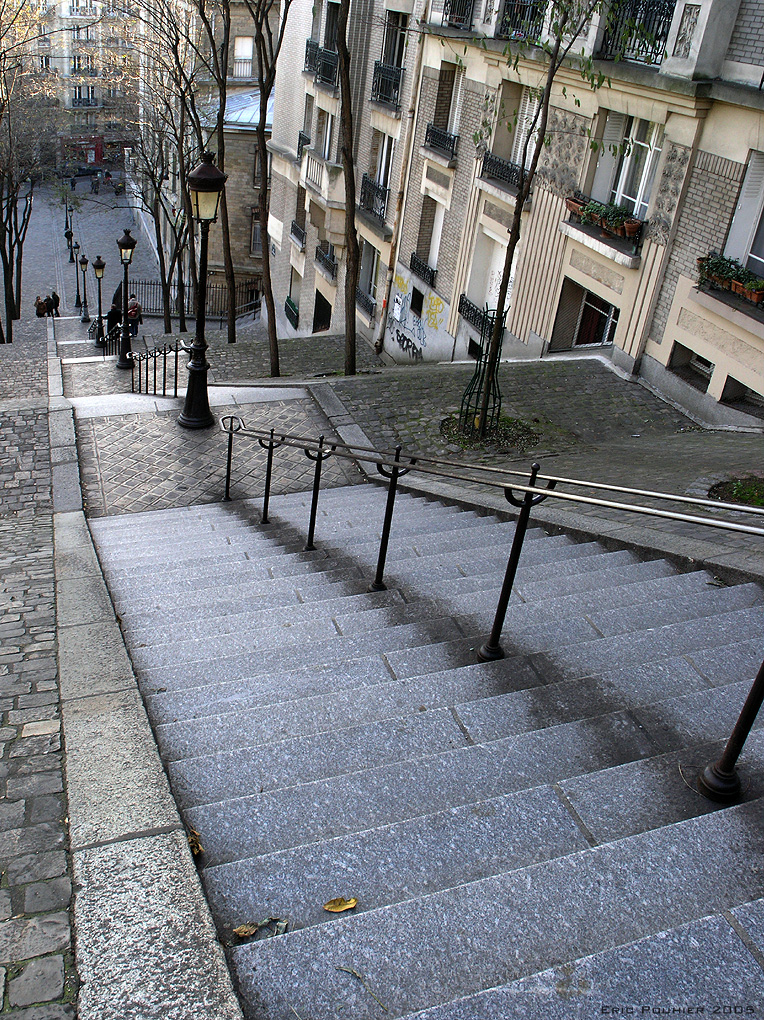
モンマルトルの階段

モンマルトル美術館は、モーリス・ユトリロ、シュザンヌ・ヴァラドンがアトリエを構えていたベレール邸に入っており、ブドウ畑時代からエコール・ド・パリに至るモンマルトルの文化・歴史を知ることができる。美術館のもう一つの建物で主に企画展に使われるドゥマルヌ邸（2012年に改修）はモリエール劇団のロジモンこと、クロード・ド・ラ・ローズ（1640-1686）や画商ジュリアン・フランソワ・タンギー（ゴッホ作『タンギー爺さん』）が住んでいたことで知られる。ベレール邸もドゥマルヌ邸もモンマルトルで最も古い館であり、ルノワールはこの敷地に1875年から1877年まで住み、『ムーラン・ド・ラ・ギャレットの舞踏会』(1876)、『ぶらんこ』(1876)、『モンマルトルのコルトー通りの庭』(1876) などを制作した。他にもエミール・ベルナール、ラウル・デュフィ、シャルル・カモワン、などがここにアトリエを構え、詩人のピエール・ルヴェルディ、作家のレオン・ブロワなどもここに住んでいた。
有名な画家の多くがモンマルトル墓地やサン・ヴァンサン墓地に葬られている。モンマルトル墓地はモディリアーニが自殺した場所でもある。
日夜、多くの観光客がテルトル広場、サクレ・クール寺院、キャバレー・ラパン・アジル、ムーラン・ルージュ、ピカソらのアトリエ、ユトリロの描いた風景を訪ねて歩いている。映画『アメリ』の公開後はロケ地めぐりの観光客も増加した。サクレ・クール寺院へは丘の南麓からフニクレールと呼ばれるケーブルカーが観光客を乗せて運行されている。
モンマルトルは歴史地区に指定され、その歴史的景観や特徴を保持するため開発は最小限度しか許可されない。バルベス界隈は移民が多く、アフリカやアラブの物産が手軽に買えるが治安はあまり良くない。一方、モンマルトルの西南麓のピガール界隈はパリ随一の猥雑な歓楽街・風俗街で、風俗店やアダルトビデオ店、アダルトショップなどが並んでいることでパリ市民には有名である。